# Revueltas de los chiitas iraquíes de 1935 y 1936
Las revueltas de Rumaitha y Diwaniya del año 1935 o las sublevaciones de chiitas iraquíes de 1935 y 1936 fueron una serie de alzamientos tribales chiitas en plena región central del Éufrates contra la autoridad sunita que controlaba el Reino de Irak. El gobierno iraquí respondió, sin piedad, con el uso de la fuerza. y puso al frente de la represión al general Bakr Sidqi, que en 1933 ya había sido responsable de la Masacre de Simele. En contra del reclutamiento para las campañas militares, también se desataron rebeliones en las zonas septentrionales de Irak (pobladas por kurdos) y en el área de Jabal Sinjar (de dominio yazidí).
Las tribus chiitas de la región central del Éufrates (así como los kurdos del norte de Irak) se veían cada vez menos representados en el gobierno iraquí, dominado por sunitas. La situación se fue deteriorando sobre todo a partir de la exclusión de los principales jeques chiíes del Parlamento iraquí durante las elecciones de 1934. Como consecuencia, en enero de 1935 estallaron disturbios en el Éufrates medio. Tras una serie de intentos fallidos por parte de los líderes chiitas, que ofrecían reconciliación a cambio de paz, se propagaron las revueltas hacia la región de Diwaniya. No obstante, en tan solo una semana volvió a reinar la calma en la región cuando se produjo la renuncia del gobierno iraquí.
Tras el arresto en mayo de uno de los seguidores más importantes del ayatolá Khashif al-Ghita, volvieron recrudecerse, en el Éufrates medio, los alzamientos chiitas. Bakr Sidqi declaró la ley marcial en Diwaniya y desplegó la flota aérea y el ejército de tierra iraquí contra los insurrectos, a los que se derrotó a finales de mayo. No obstante, este hecho no acabó del todo con los levantamientos, que siguieron salpicando la zona y regándola de muertos chíitas.
En realidad, los alzamientos de 1935 nunca supusieron ninguna amenaza directa para el gobierno central iraquí, pues las tribus sublevadas se encontraban demasiado divididas. Sin embargo, en 1936, los chiitas de la zona volvieron a alzarse, mataron a 90 soldados iraquíes y derribaron dos aviones. Finalmente fueron sometidas por las tropas de Sidqi, que impusieron rigurosos castigos: destrucción de viviendas, encarcelación de civiles y ahorcamientos públicos.

## Antecedentes
Durante los años 30 del siglo XX, hubo disturbios de forma casi constante entre los chiíes de la región del sur de Irak. Todos ellos se originaron, en definitiva, por la continua expulsión de los partidarios de esta rama del Islam de las altas esferas del poder político iraquí. Una vez denegada la oportunidad de expresar su insatisfacción por la vía democrática, con frecuencia los chiíes recurrieron al enfrentamiento abierto.
El rey Gazi I de Irak, dirigente hachemita de Irak que gobernó desde 1933 a 1939, se destacó por su ambición anti-chií, la cual provocó, entre otras cosas, la dimisión de dos ministros chiitas a finales de 1933. Los ministros se lamentaban de que el gobierno desatendiera a las comunidades chiíes del área de Gharraf y que derivara los fondos que deberían haber servido para la construcción de una presa en la zona en favor del reclutamiento del ejército iraquí.
En febrero de 1934, Jmil al-Midfai, sucesor de al-Kailani como primer ministro de Irak, presentó al Parlamento el “Proyecto de Ley de Defensa Nacional”, que regulaba el sistema de reclutamiento y expansión de las fuerzas armadas iraquíes. Los suníes del país lo respaldaron sin fisuras mientras muchos chiíes y kurdos lo observaban con recelo y aversión.
Tras las elecciones de agosto de 1934, promovidas por al-Midfai y Ali Jaedat, el Partido Ikha quedó reducido a solo doce escaños. Además, se expulsó del parlamento al jeque más importante de la tribu chií de la región central del Éufrates. Entonces surgió una coalición estratégica entre el Partido Ikha y los jeques chiíes.

## Alzamientos

### Disturbios de enero de 1935
En enero de 1935 se propagó una revuelta en la región del Éufrates medio. Los jeques más importantes de las tribus chiitas de Nayaf y el ayatolá Muhammad Kashif al-Ghita tuvieron un encuentro antes de los acontecimientos y debatieron sobre “la Carta del Pueblo”, que se presentó al gobierno en marzo de 1935. Dicho documento aceptaba el Estado iraquí, pero se centraba en las preocupaciones de grandes sectores de la población, que se sentía ignorada por el entonces gobierno de Ali Jawdat.

### Sublevaciones de Diwaniya de marzo de 1935
Los líderes chiíes fracasaron en su negociación de paz por reconciliación. También fueron incapaces de conseguir que el rey destituyera a Ali Jawdat, lo cual provocó fuertes levantamientos, en contra los cuales se nombró a Bakr Sidqi y que coincidieron con la dimisión de Ali Jawdat, ante la disconformidad de su Consejo de Ministros. La rebelión se expandió hacia la región de Diwaniya, dirigida por los jeques más poderosos, que tenían alianzas con el partido Ikha y Yasin al-Hashimi. El sucesor de Jawdat, Jamil al-Midfai, tuvo que renunciar el 15 de marzo (tan solo 2 semanas después de su nombramiento) por no lograr controlar la situación, ante lo cual el rey pidió a Yasin al-Hashimi que creara un nuevo gobierno, produciéndose, de facto, un golpe de Estado. La rebelión de Diwaniya, dirigida por los aliados de Yasin al-Hashim, finalizó en el plazo de tan solo una semana. Al concluir, dos jeques rebeldes entraron en Bagdad, acompañados por un gran número de milicianos armados, que venían para trasladar una petición al rey y a hacer una inapelable demostración de fuerza.
A pesar de los intentos del gobierno por apaciguar a las tribus, la agitación siguió extendiéndose en la región central del Éufrates durante el mes de abril.

### Levantamientos de mayo de 1935
Tras la detención, en mayo, de algunos de los discípulos más prominentes del ayatolá Khashif al-Ghita, entre los que se encontraba Ahmad Asadallah, el 6 de mayo se rebelaron las tribus chiitas de Abu Hasan, Bani Zurayyij y Zawalim. Bakr Sidqi declaró la ley marcial en Diwaniyya y empleó toda la fuerza armada contra los miembros de las tribus. El 11 de mayo, la aviación iraquí comenzó a bombardear los pueblos rebeldes de Diwaniyya. El 13 de mayo, se levantaron las tribus Muntafiq de Suq al-Shuyukh y Nasiriyya, poco después de que sus jeques viajaran a Najaf para firmar el manifiesto contra Yasin al-Hashimi. En la noche del 15 de mayo, los rebeldes se apoderaron de la ciudad de Suq al-Shuyukh y cortaron el ferrocarril entre Basra y Nasiriyya.
En este punto, el gobierno se alarmó ante el posible fortalecimiento de los rebeldes y expresó su voluntad de negociar con el ayatolá Al-Ghita. Se intentó dividir a las tribus chiíes. Mientras el ministro de Defensa Jafar al-Askari se reunía con los jeques de los Muntafiq para convencerlos de que aceptaran una tregua, las operaciones militares contra Rumaytha seguían su curso hasta que se consiguió el fin de la represión total el 21 de mayo.
El fin de la revuelta de Rumaytha permitió que el gobierno se concentrara en la tribu Muntafiq y los mujtahids a cargo del ayatolá Al-Ghita. El gobernador chiita de Karbala, Salih Jabir, persuadió a Al-Ghita para que impidiera la reacción de las tribus Muntafiq. Después de establecer el control total sobre Rumaytha, Nasiriyya y Suq al-Shuyukh, el gobierno ya no tenía ningún interés en continuar negociando con Al-Ghita.
A finales de mayo, se derrotó a los miembros de la tribu y se puso fin a las revueltas.

### Incidentes posteriores
Sin embargo, la represión de Diwaniyya en mayo de 1935 no terminó con los levantamientos, ya que, de vez en cuando, ocurrían otros incidentes. Desde mayo de 1935, los levantamientos chiitas no supusieron ninguna amenaza directa al gobierno central iraquí pues las tribus estaban demasiado fragmentadas.
En 1937, el ejército iraquí aplacó otra revuelta en el Éufrates medio.

## Impacto social
La revuelta de mayo de 1935 dejó al descubierto la falta de un interés común en el seno de la sociedad chiita iraquí y la ausencia de un fuerte liderazgo político chiita para presentar sus intereses en Bagdad.

## Los levantamientos tribales chiitas o la lucha política interna iraquí
Según Charles Tripp, a pesar de los participantes musulmanes de la tribu en la revuelta, los incidentes de 1935 no constituyeron el "surgimiento de las tribus" o "los chiitas contra el gobierno" aunque de hecho los chiitas ya se sentían tribales y comunales.
Según Charles Tripp, a pesar de que se produjo una implicación tribal en las revueltas, los conflictos de 1935 no supusieron el "resurgir de las tribus" ni el fortalecimiento de "los chiitas frente al gobierno", aunque de hecho antes de dicho año los chiitas ya tenían una fuerte conciencia de grupo.